# Feketefejű mézevő
A feketefejű mézevő (Melithreptus affinis) a madarak osztályának a verébalakúak (Passeriformes) rendjébe, ezen belül a mézevőfélék (Meliphagidae) családjába tartozó faj.
A magyar név forrással nincs megerősítve, lehet, hogy az angol név tükörfordítása (Black-headed Honeyeater).

## Előfordulása
Az Ausztráliához tartozó Tasmania területén honos. A természetes élőhelye mérsékelt övi erdők és bozótosok, valamint néha városi parkokban, kertekben és a gyümölcsösökben is.

## Megjelenése
Átlagos testhossza 14 centiméter, testtömege 15 gramm. Feje és nyaka fekete, háti része olajzöld, hasi része fehér.
|  |

## Szaporodása
Szaporodási időszaka szeptember és február közé esik. Fészekalja általában 3 tojásból áll, melyen 16 napig kotlik. A fiókák kirepüléési ideje még 16 nap.